# ASEM Tower

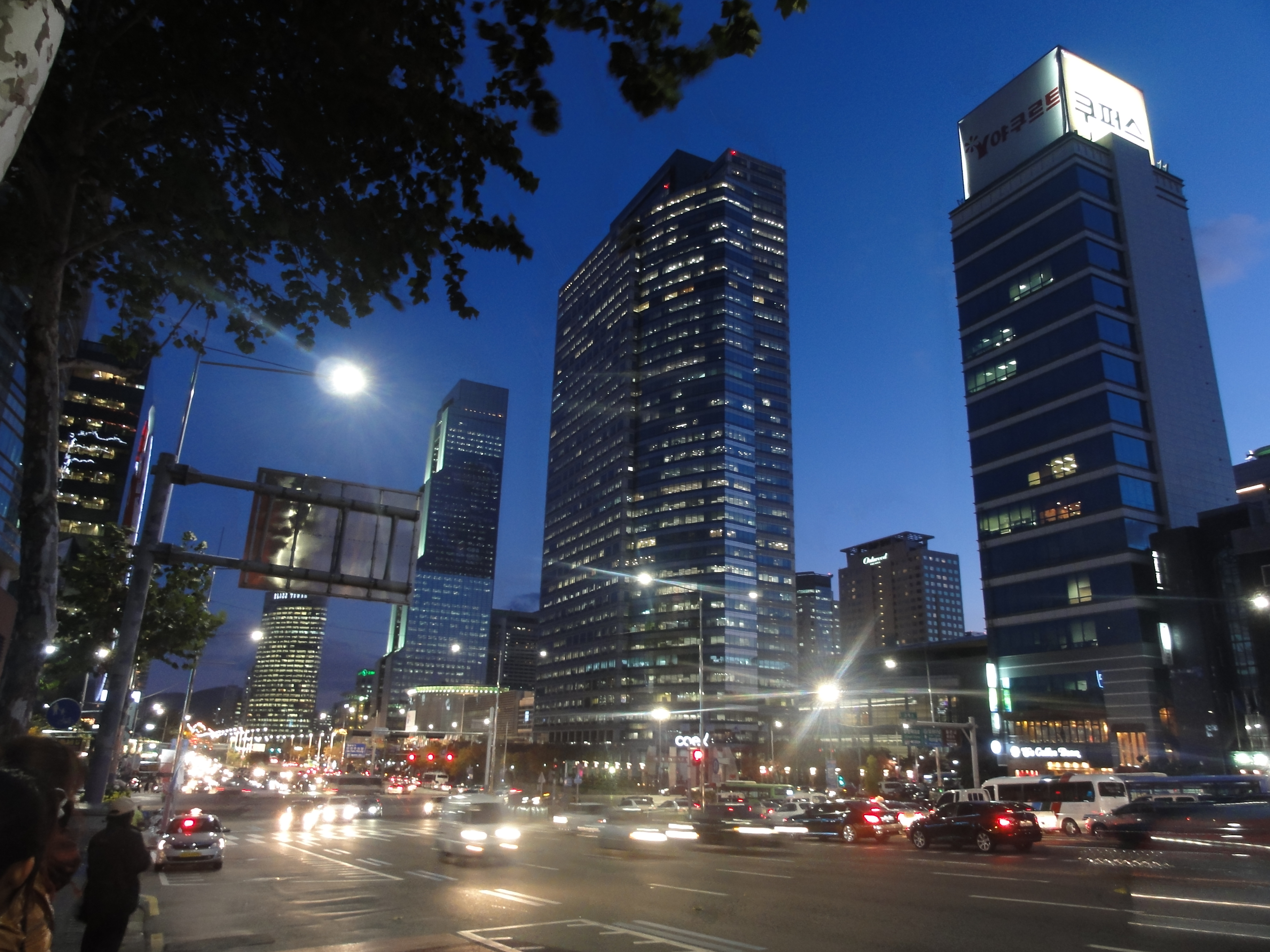
ASEM Tower

Tháp ASEM

ASEM Tower là cao ốc văn phòng năm ở Samsung-dong, quận Gangnam, Seoul. Nó được xây dựng cho Hội nghị Á-Âu lần 3 (ASEM 3) vào năm 2000.
836m phần đi bộ dọc theo đại lộ Yeongdong từ lối ra số 5 của Ga Samseong trên Tàu điện ngầm Seoul tuyến 2, bên ngoài Trung tâm hội nghị và triển lãm COEX và ASEM Tower được thiết kế như một khu vực không khói thuốc của Chính quyền thành phố Seoul.

## Văn hóa phổ biến
Giây thứ 31 trong video âm nhạc "Gangnam Style", tòa tháp là địa điểm nơi mà PSY thực hiện động tác nhảy ngựa.